# Tuttlingen járás
Tuttlingen járás egy járás Baden-Württembergben. Tuttlingen járás Konstanz, Schwarzwald-Baar, Rottweil, Zollernalb és Sigmaringen járásokkal határos. Lakosainak száma 140 152 fő.

## Népesség
A járás népessége az elmúlt években az alábbi módon változott:

| 2014 | 132 476 |